# Hipólito Rincón
Hipólito Rincón Povedano (Madrid, 28 aprile 1957) è un ex calciatore spagnolo.

## Carriera

### Club
Cresciuto tra le file del Real Madrid, nel 1976-1977 passa in prestito al Díter Zafra, l'anno successivo al Recreativo Huelva ed infine al Real Valladolid, per fare ritorno nella squadra d'origine, dove debutta nella Primera División spagnola nel 1979-1980. Dopo due anni viene ceduto al Betis Siviglia, dove diventa un'autentica bandiera, disputandovi 223 partite, con 78 reti (e vincendo il Trofeo Pichichi nel 1983) e concludendovi la carriera nel 1989.

### Nazionale
Ha totalizzato 22 presenze (con 10 reti) con la Nazionale di calcio spagnola, esordendo nella partita Spagna-Irlanda (2-0) del 27 aprile 1983. Ricordato per aver realizzato quattro reti in Spagna-Malta, partita conclusasi 12-1 il 21 dicembre 1983, è stato convocato per il Campionato mondiale di calcio 1986.

## Palmarès

### Giocatore

#### Club

##### Competizioni nazionali
- Campionato spagnolo: 1

Real Madrid: 1979-1980
- Coppa di Spagna: 1

Real Madrid: 1980

#### Individuale

##### Competizioni nazionali
- Trofeo Pichichi: 1

Betis Siviglia: 1983